# Orávka
Orávka (maďarsky Kacagópuszta) je obec na Slovensku, v okrese Rimavská Sobota v Banskobystrickém kraji ležící v údolí řeky Rimava. Žije zde 161 obyvatel.

## Historie
Vývoj názvu obce: 1926–1938 Slávikovo, 1951 Orávka.
Obec byla založena v roce 1922 slovenskými obyvateli z oblasti jižního Polska a Oravy, kteří sem přišli hospodařit na bývalé statky Coburgovců. Po Mnichovské dohodě v roce 1938 byla přičleněna k Maďarsku. Dominantou obce je římskokatolický kostel Sedmibolestné Panny Marie z roku 1995. Zajímavé jsou také takzvané „Legionářské domy“, přebudované z hospodářských budov během osidlování obce.